# 24 Hydrae
24 Hydrae är en blåvit jätte i Vattenormens stjärnbild.
24 Hydrae har visuell magnitud +5,40 och är synlig för blotta ögat vid god seeing. Den befinner sig på ett avstånd av ungefär 675 ljusår.